# Live at Alexandra Palace
Live at Alexandra Palace è il settimo album dal vivo del gruppo musicale britannico Enter Shikari, pubblicato il 18 novembre 2016.

## Descrizione
Il doppio CD/LP contiene l'audio del concerto tenuto dagli Enter Shikari il 27 febbraio 2016 all'Alexandra Palace di Londra durante il The Mindsweep Tour, con l'esclusione di Juggernauts a causa di problemi tecnici. L'album doveva originariamente contenere anche un DVD dell'esibizione, ma gran parte del materiale visivo registrato è stato perduto e l'idea è stata abbandonata. L'album è stato mixato da Tom Miller e da Rory Clewlow, chitarrista del gruppo. Inizialmente prevista per il 4 novembre, la sua data di uscita è stata posticipata nell'ottobre 2016 al 15 novembre successivo a causa di ritardi nella produzione delle copie fisiche.

## Tracce
Testi di Rou Reynolds, musiche degli Enter Shikari.
CD 1/LP 1
1. Intro/Solidarity – 6:36
2. Sorry You're Not a Winner – 6:05
3. The One True Colour – 5:01
4. The Last Garrison/No Sleep Tonight – 6:22
5. Destabilise – 5:38
6. Radiate – 6:33
7. Slipshod/The Jester – 4:08
8. Price on Your Head – 6:09

CD 2/LP 2
1. Dear Future Historians – 6:59
2. Arguing with Thermometers – 2:53
3. Gandhi Mate, Gandhi – 5:30
4. Torn Apart – 7:19
5. Mothership – 7:50
6. Redshift – 7:13
7. Anaesthetist – 5:11
8. The Appeal & the Mindsweep II – 2:51

## Formazione
Enter Shikari
- Rou Reynolds – voce, tromba, pianoforte, tastiera, sintetizzatore; chitarra ritmica in Radiate, Torn Apart e Redshift
- Rory Clewlow – chitarra, voce secondaria; tastiera in Arguing with Thermometers; tamburello in Anaesthetist
- Chris Batten – basso, tastiera, voce secondaria
- Rob Rolfe – batteria, percussioni, cori

Produzione
- Tim Miller – missaggio, editing digitale
- Rory Clewlow – missaggio, editing digitale
- Andy Russell – ingegneria del suono
- AJ Sutherland – ingegneria del suono
- Mick Eggett – ingegneria del suono
- Shona Steadman – ingegneria del suono
- Steve "Munky" Muncaster – tecnico backline
- Scott Smyth – tecnico chitarre
- Pete Maher – mastering
- Graeme Nash – manager produzione
- Jack Banning – manager produzione (assistenza)
- Enter Shikari – programmazione
- Alexey Makhov – fotografia
- Ian Johnsen – direzione artistica, layout

## Classifiche
| Classifica (2016)         | Posizione massima |
| ------------------------- | ----------------- |
| Regno Unito               | 93                |
| Regno Unito (independent) | 15                |
| Regno Unito (rock)        | 6                 |